# Hydrát

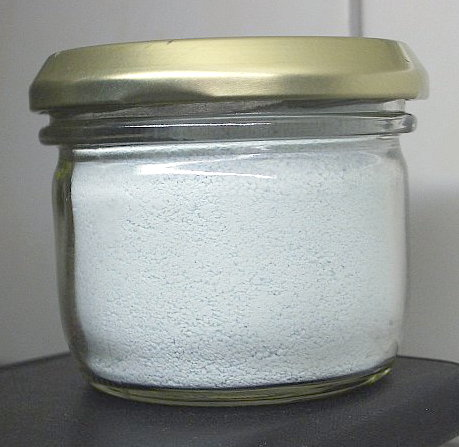
Bezvodý práškový CuSO_{4}

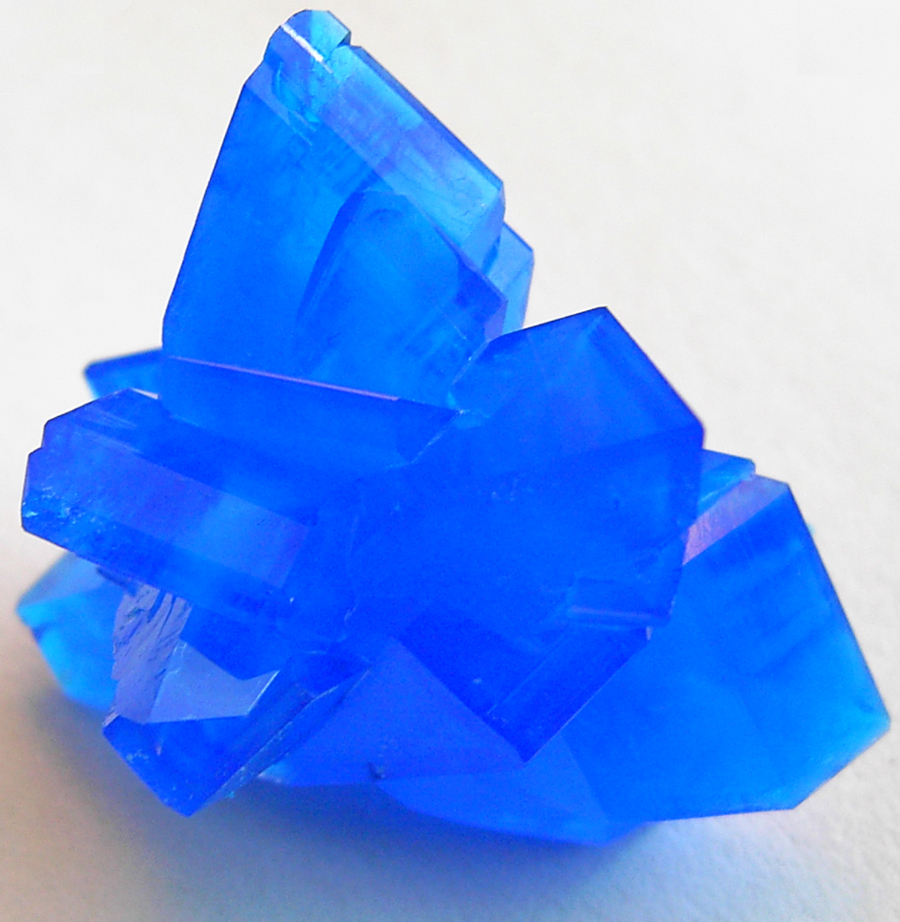
Pentahydrát síranu měďnatého CuSO_{4}·5H_{2}O (modrá skalice) má modré zbarvení a jinou strukturu než příslušná bezvodá sůl

Hydrát je látka, která má ve svých molekulách obsaženu vodu. V anorganické chemii jde především o soli, u nichž je voda vázána v krystalové struktuře. V organické chemii jsou hydráty produkty reakcí, při nichž je voda zakomponována do struktury organické molekuly. Jako hydráty byly v minulosti označovány cukry a škrob (karbohydráty neboli uhlovodany). Hydráty jsou rovněž formou klatrátů, jejichž matrice je tvořena ledem.
Vlastnosti bezvodých solí a jejich hydrátů jsou odlišné. Příkladem mohou být tři formy síranu vápenatého: anhydrit (síran vápenatý CaSO4), sádra (hemihydrát síranu vápenatého CaSO4·½H2O) a sádrovec (dihydrát síranu vápenatého CaSO4·2H2O). Prášková sádra rozmíchaná s vodou ztuhne na sádrovec, anhydrit rovněž tuhne na sádrovec, ale pomaleji než sádra, sádrovec s vodou nereaguje.
Jiný příklad je síran měďnatý. Bezvodý síran měďnatý (CuSO4) je bílý, krystalizuje v kosočtverečné soustavě a má hustotu 3 610 kg·m−3. Naproti tomu pentahydrát síranu měďnatého (modrá skalice CuSO4·5H2O) je modrý, krystalizuje v trojklonné soustavě a má hustotu 2 280 kg·m−3.

## Pojmenování
Pro odborné chemické pojmenování hydrátů sloučenin existují dvě možnosti. Buď se označení hydrát uvádí za názvem sloučeniny (v prvním pádu), například "síran vápenatý dihydrát", nebo před jejím názvem uvedeným ve druhém pádu, například "dihydrát síranu vápenatého". Je však vhodné v celém textu používat jednu konvenci.
Podle počtu molekul krystalové vody se hydráty označují jako:
- ½ molekuly – hemihydrát (například hemihydrát síranu vápenatého – CaSO4·½H2O (sádra))
- 1 molekula – monohydrát (například monohydrát uhličitanu sodného – Na2CO3·H2O)
- 1 a ½ molekuly – seskvihydrát (například seskvihydrát uhličitanu draselného, známý též jako potaš – K2CO3·1,5H2O nebo K2CO3·3⁄2H2O nebo 2K2CO3·3H2O)
- 2 molekuly – dihydrát (například dihydrát síranu vápenatého – CaSO4·2H2O (sádrovec))
- 2 a ½ molekuly – hemipentahydrát (například hemipentahydrát chloridu kademnatého – CdCl2·2,5H2O nebo 2CdCl2·5H2O)
- 3 molekuly – trihydrát (například trihydrát octanu olovnatého – Pb(CH3COO)2·3H2O (olovnatý cukr))
- 3 a ½ molekuly – hemiheptahydrát (například hemiheptahydrát dandrolenu sodného)
- 4 molekuly – tetrahydrát (například tetrahydrát dusičnanu vápenatého Ca(NO3)2·4H2O)
- 5 molekul – pentahydrát (například pentahydrát síranu měďnatého – CuSO4·5H2O (modrá skalice))
- 6 molekul – hexahydrát (například hexahydrát dusičnanu hořečnatého – Mg(NO3)2·6H2O)
- 7 molekul – heptahydrát (například heptahydrát síranu zinečnatého – ZnSO4·7H2O (bílá skalice))
- 8 molekul – oktahydrát (například oktahydrát hydroxidu barnatého – Ba(OH)2·8H2O)
- 9 molekul – nonahydrát, někdy též eneahydrát nebo enneahydrát (například nonahydrát síranu hořečnatého – MgSO4·9H2O)
- 10 molekul – dekahydrát (například dekahydrát síranu sodného – Na2SO4·10H2O (Glauberova sůl))
- 11 molekul – undekahydrát (například undekahydrát síranu hořečnatého – MgSO4·11H2O)
- 12 molekul – dodekahydrát (například dodekahydrát síranu draselno–hlinitého – KAl(SO4)2·12H2O)
- 13 molekul – tridekahydrát
- 14 molekul – tetradekahydrát
- 15 molekul – pentadekahydrát
- 16 molekul – hexadekahydrát
- 17 molekul – heptadekahydrát
- 18 molekul – oktadekahydrát
- 19 molekul – nonadekahydrát
- 20 molekul – eikosahydrát

Mnohé hydráty mají kromě toho mineralogické názvy, které však nevystihují jejich chemickou podstatu.